# 1988 VQ1
1988 VQ1 är en asteroid i huvudbältet som upptäcktes den 6 november 1988 av de båda japanska astronomerna Masaru Arai och Hiroshi Mori vid Yorii-observatoriet i Japan.
Asteroiden har en diameter på ungefär 3 kilometer.